# Магнитостатический громкоговоритель
Магнитостатический (магнито-планарный, магнипланарный, изодинамический, полосовой) громкоговоритель (англ. Planar Magnetic Driver, PMD) — вид звукоизлучателя (громкоговорителя), в котором звук создаётся с помощью токопроводящей мембраны, помещённой в магнитное поле; принцип действия схож с электростатическим громкоговорителем, но вместо использования высокого напряжения используются большие токи. Обладает превосходными звуковыми качествами — крайне низким коэффициентом нелинейных искажений (порядка 0,05 %) и высокой динамикой (малым временем отклика).

## Принцип действия

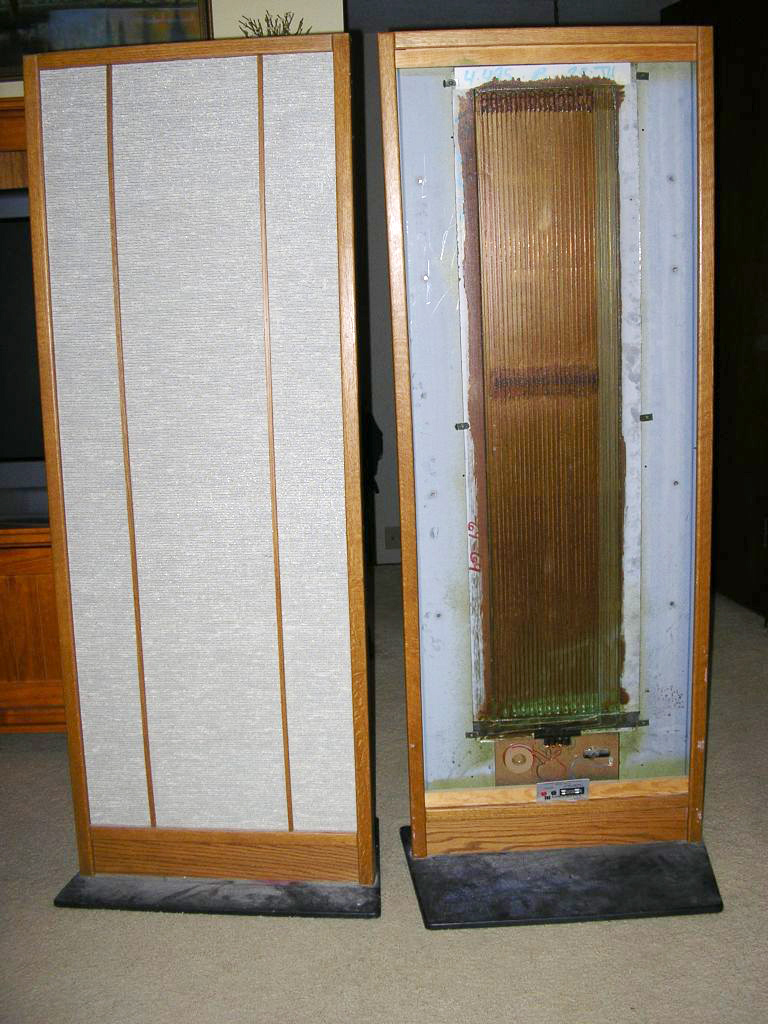
Магнитостатическая АС

Тонкая плоская мембрана (диафрагма) упруго натянута на обечайку (жёсткую рамку), на неё нанесены проводники (дорожки), по которым проходят токи звуковой частоты. Постоянные магниты, симметрично расположенные по обеим сторонам мембраны, создают статическое магнитное поле.
Звук создается так же, как в обычном динамическом  громкоговорителе: Ток, протекающий в проводниках, взаимодействует с магнитным полем, а те  (проводники) приводят в движение (создают колебания) плёнку. 
При этом, из-за своей дипольной структуры этот тип динамика излучает звук в основном вперёд и назад.
Проводники для плёнки, как правило, реализуются в двух вариантах: 
первый, более дешёвый и применимый для более низких частот — когда медная проволока прошивается сквозь пленку либо крепится на ней с помощью клея (недостатки — неравномерность, немонолитность и повышенный вес);
также применяется вариант с токопроводящей фольгой (чаще всего алюминиевой, реже — медной), которая может быть нанесена на плёнку, например, с применением температурной адгезии, или же также с использованием клея (однако, соединение пленка/проводник подвергается серьезным температурным и механическим нагрузкам, и требования к самой пленке и к соединению очень высоки).
Конструкция, при которой поверхность мембраны гофрирована (сложена "в гармошку"), для повышения жёсткости, называется излучателем Хейла (также именуется — Air Motion Transformer, AMT). 
Преимущества и недостатки: 
- Магнитостатические динамики обеспечивают хорошее качество звука и могут быть конструктивно очень тонкими, но для воспроизведения низких частот с достаточной чувствительностью их размеры по высоте и ширине должны быть довольно большими;
- Движущая сила равномерно прикладывается ко всей поверхности излучателя (отсутствует т.н. "зонный эффект", как у динамических громкоговорителей);
- минимальная, исчезающее малая инертность подвижной системы и минимальное влияние подвеса на ее перемещение;
- весьма низкий коэффициент нелинейных искажений (КНИ);
- почти резистивный импеданс, нет индуктивной составляющей и сопротивление линейно почти во всем диапазоне частот (кроме ВЧ);
- не требуется доп. электропитание (в отличие от электростатических АС)
- простота конструкции и, соответственно, меньшая стоимость, нежели чем у электростатических АС.

- Ввиду большой площади излучателя — позиционирование источников звука  у планаров, как правило, хуже (не являются точечным источником звука);
- довольно высокая (иногда даже острая) направленность излучения звука (в общем случае, слушатель обязан постоянно находиться точно по центру прослушивания и тогда сохраняется точность стереопанорамы);
- дипольная диаграмма излучения добавляет сложности при размещении их в комнате (во избежание переотражений сзади); однако это дает и плюс — малые отражения от потолка и пола;
- небольшой ход мембраны (не может быть создано значительное звуковое давление); также малая отдача на НЧ (но лучшая чем у электростатов, это позволяет ограничиться, в случае необходимости, добавлением лишь сабвуфера, без использования доп. НЧ-звена);
- импеданс магнитостатического динамика в основном резистивный, но в некотором диапазоне (на ВЧ) может быть настолько низким, что усилитель должен быть способен к работе с крайне низкоомной нагрузкой.
- ощутимый нагрев планарной звуковой катушки приводит к размягчению тонкопленочного излучателя (диафрагмы); происходящая вследствие этого потеря жёсткости может привести излучатель в негодность.

Несмотря на достаточно высокие потребительские характеристики и на то, что технология как таковая существует довольно давно, планарные системы до сих пор не получили такого же распространения, как конструкции на основе динамических громкоговорителей.

## Производители
По подобной технологии выпускаются как широкополосные системы, так и узкополосные драйверы — в частности, твитеры. Магнито-планарные ВЧ-динамики производят множество производителей, они широко применяются в высококачественных АС.
Широкополосные (полнодиапазонные) громкоговорители изготавливаются лишь несколькими фирмами и цена на них достаточно высока (хотя и ниже чем на электростатические).
В СССР выпускались наушники ТДС-5 и ТДС-7, а так же акустические системы Электроника АС-25-027 и Электроника АС-25-033 с изодинамическими динамиками.
Американская компания Magnepan является основным производителем подобных громкоговорителей для высококачественного домашнего звука. Magnepan для производства своих панелей использует фольгу, соединенную с майларовой пленкой посредством спекания при повышенной температуре.
Также, производят полноразмерные панели:
американские компании Apogee Acoustics (1981—1999), Analysis Audio, Wisdom Audio; испанская Alsy Vox